# Patellapis dispositina
Patellapis dispositina är en biart som först beskrevs av Cockerell 1934.  Patellapis dispositina ingår i släktet Patellapis och familjen vägbin. Inga underarter finns listade i Catalogue of Life.